# Territoriale prelatuur Bocas del Toro
De territoriale prelatuur Bocas del Toro (Latijn: Praelatura Territorialis Buccae Taurinae) is een rooms-katholieke territoriale prelatuur met als zetel Bocas del Toro, in Panama. De territoriale prelatuur is suffragaan aan het aartsbisdom Panamá.

## Geschiedenis
De territoriale prelatuur werd opgericht op 17 oktober 1962, uit delen van het bisdom David. Alle prelaten tot heden (2024) waren lid van de Orde der Augustijnen Recollecten. 

## Parochies
De territoriale prelatuur had in 2021 een oppervlakte van 8.115 km2 en telde 190.170 inwoners waarvan 53,2% rooms-katholiek was.

## Prelaten
- Martin Legarra Tellechea (6 november 1963 - 3 april 1969)
- José Agustín Ganuza García (12 maart 1970 - 1 mei 2008)
- Anibal Saldaña Santamaría (1 mei 2008 - heden)